# Vampyriscus nymphaea
Vampyriscus nymphaea es una especie de murciélagos de la familia Phyllostomidae. Suelen encontrarse en Colombia, Costa Rica, Ecuador, Nicaragua y Panamá.

## Descripción
El pelaje es castaño parduzco. La base del pelo tiene un sombreado ligero, la parte media es blancuzca y el extremo usualmente es blanco escarchado. Presenta una línea pálida y tenue en la espalda, que se extiende a los hombros y aa los cuartos traseros. Tiene líneas faciales blancas y pronunciadas. Las líneas superiores supraorbitales más anchas, salen desde cerca de la hoja nasal. Los bordes superiores de las orejas son de y los bordes de la hoja nasal son amarillos. La longitud cabeza y de cuerpo con la cabeza alcanza entre 5,4 y 6,4 cm, la de la cola 0 mm, el pie 0,9 a 1,2 cm, la oreja 1,4 a 1,8 cm y la longitud del antebrazo de 3,5 a 3,9 cm. Pesa entre 11 y 16 g.

## Hábitat y comportamiento
Vive en los bosques de las tierras bajas, hasta los 900 m de altitud. Se refugian bajo las hojas de Pentagonia donnel-smithii, Anthurium y Cecropia insignis, formando cada macho un harén con tres hembras. Se alimenta de frutas (Ficus, Piper, Cecropia). Su dieta también incluye algunos insectos.